# Nowa Wieś Warszawska
Nowa Wieś Warszawska – przystanek Warszawskiej Kolei Dojazdowej położony przy ul. Głównej w Nowej Wsi.
W roku 2022 wymiana pasażerska na przystanku wyniosła 1 000-1 500 osób.
| Linia | Trasa | Takt       |
| ----- | --- | ---------- |
|       | Warszawa Śródmieście WKD – Pruszków WKD – Nowa Wieś Warszawska – Podkowa Leśna Główna – Grodzisk Maz. Radońska | 15/60 min. |
|       | Warszawa Śródmieście WKD – Pruszków WKD -Nowa Wieś Warszawska- Podkowa Leśna Główna – Milanówek Grudów         | 30/60 min. |

## Opis przystanku

### Perony
Przystanek składa się z dwóch peronów bocznych leżących naprzeciwko siebie. Każdy peron posiada jedną krawędź peronową.
- Na peronie 1 zatrzymują się pociągi jadące w kierunku Warszawy
- Na peronie 2 zatrzymują się pociągi jadące w kierunku Grodziska Mazowieckiego

Powierzchnia peronów pokryta jest kostką brukową.
Na peronach znajdują się dwie blaszane wiaty przystankowe

### Przejazd kolejowy
Na zachodniej głowicy peronów, przy wejściu na przystanek, znajduje się przejazd kolejowy. Położony jest wzdłuż ul. Głównej.